# Patronage laïc Georges-Clemenceau
Le patronage laïc Georges-Clemenceau, également connu sous le surnom de PLGC, est un ancien club néo-calédonien de football basé à l'Artillerie, quartier de Nouméa, le chef-lieu de l'île.
Le club était la section football du club omnisports du même nom.
Il jouait ses matchs à domicile au stade du PLGC, une installation inaugurée le 21 août 1938, construit sur une partie de deux terrains dont disposait le collège Lapérouse.

## Palmarès
- Championnat de Nouvelle-Calédonie (3) :
  - Champion : 1957, 1958 et 1959.

- Coupe de Nouvelle-Calédonie (2) :
  - Vainqueur : 1956 et 1958.
  - Finaliste : 1957 et 1962.